# Dobra poljana
Dobra poljana (bulgariska: Добра поляна) är ett distrikt i Bulgarien.   Det ligger i kommunen Obsjtina Ruen och regionen Burgas, i den östra delen av landet, 300 km öster om huvudstaden Sofia.
Trakten runt Dobra poljana består till största delen av jordbruksmark. Runt Dobra poljana är det ganska tätbefolkat, med 67 invånare per kvadratkilometer.